# Gea theridioides
Gea theridioides är en spindelart som först beskrevs av Ludwig Carl Christian Koch 1872.  Gea theridioides ingår i släktet Gea och familjen hjulspindlar. Inga underarter finns listade i Catalogue of Life.